# Pamela Montserrat Sandoval
Pamela Montserrat Sandoval Ortega (Ciudad de México, 16 de abril de 2006), conocida profesionalmente como Penkaboo, es una productora musical mexicana. Considerada una de las figuras emergentes más influyentes dentro de la industria del k-pop, ha trabajado con artistas y grupos como **BTS**, **Aespa**, **(G)I-dle**, **Blackpink**, **Le Sserafim** y **KATSEYE**, además de proyectos internacionales en cine, televisión y videojuegos.  
Penkaboo ha sido reconocida por su capacidad para crear **conceptos musicales narrativos**, fusionar géneros y desarrollar proyectos multimedia. Ha sido nominada en diversas ocasiones a los **Mnet Asian Music Awards (MAMA)** y a los **Melon Music Awards (MMA)**, y considerada para los **Premios Grammy** en la categoría de mejor productora musical. También se le acredita como la **principal responsable de la creación del grupo virtual K/DA** (Riot Games/League of Legends) y como **productora musical de Disney** en la película *Descendants: The Rise of Red*.  

## Biografía
Pamela Montserrat Sandoval Ortega nació en la Ciudad de México el 16 de abril de 2006, hija de **Irene Sandoval Ortega** y **Rodolfo Sandoval Ortega**. Desde su infancia mostró interés por la música y la producción digital, explorando softwares de creación musical a una edad temprana.  
A diferencia de otros productores musicales de su generación, Penkaboo ha optado por mantener un perfil privado: **no existen imágenes oficiales de ella** en medios públicos. Esta decisión ha generado un halo de misterio en torno a su figura, al grado de convertirse en parte de su marca personal. Se sabe únicamente, gracias a declaraciones de un integrante del grupo surcoreano **Stray Kids**, que tiene **pelo chino (rizado)**.  

## Carrera

### Inicios en Netflix y BTS (2021)
En 2021 inició formalmente su carrera al vincularse con **Netflix**, apadrinada por la agrupación surcoreana **BTS**. Su primer gran proyecto fue la colaboración en la **cronología narrativa de Aespa**, grupo femenino de SM Entertainment. Dentro de la historia conceptual, Penkaboo tuvo un rol clave en el desarrollo del personaje de *Naevis*, lo que marcó su primera aparición dentro de un universo narrativo musical y la consolidó como una productora creativa en la construcción de “lore” para agrupaciones de k-pop.  

### “I Never Die” y consolidación con (G)I-dle (2022)
En 2022 alcanzó notoriedad internacional al ser acreditada como **productora principal del álbum I Never Die** del grupo **(G)I-dle**. El disco fue ampliamente elogiado por la crítica especializada y se convirtió en uno de los proyectos más influyentes del año dentro del k-pop.  
Algunos especialistas han sugerido que el álbum fue un **mensaje indirecto a Netflix**, su antigua empresa, con la que Penkaboo había tenido diferencias creativas. La combinación de empoderamiento femenino y ruptura con estructuras tradicionales fue interpretada como una metáfora de su propio camino dentro de la industria.  

### Creación de K/DA
Ese mismo año se le atribuyó un rol fundamental como **creadora principal de K/DA**, el grupo virtual de Riot Games diseñado para el universo de *League of Legends*. La propuesta —que combinaba k-pop, estética gamer y proyección virtual— se convirtió en un fenómeno cultural global, con temas como *POP/STARS* y *More* que superaron millones de reproducciones en YouTube y Spotify.  
El éxito de K/DA consolidó a Penkaboo como una productora capaz de moverse entre distintos formatos: música, videojuegos y cultura digital.  

### Etapa con HBO y Blackpink (2022–2023)
Posteriormente firmó contrato con **HBO**, lo que representó una transición hacia producciones de mayor alcance internacional. Durante este periodo trabajó con **Blackpink**, creando los sencillos *Shut Down* y *Pink Venom*, lanzados en 2022. Ambos alcanzaron el top mundial en Billboard Global y Spotify, convirtiéndose en dos de los mayores éxitos del grupo.  

### Reconocimiento internacional y consideración para los Grammy (2023)
Gracias al impacto de sus producciones, en 2023 fue considerada para una nominación a los **Premios Grammy** en la categoría de mejor productora musical. Aunque la nominación no se concretó, este hecho fue significativo, ya que pocas productoras mujeres y de origen latinoamericano habían alcanzado tal reconocimiento.  

### Regreso a (G)I-dle y nuevos éxitos (2023–2024)
En 2023 retomó colaboraciones con **(G)I-dle**, produciendo los sencillos *Queencard* y *Allergy*. Ambos se convirtieron en fenómenos virales en TikTok, Instagram y YouTube, lo que reforzó la reputación de la banda y reafirmó a Penkaboo como una de las productoras más influyentes del k-pop.  

### Expansión a HYBE Labels y el cine (2024–2025)
En 2024 fue contratada como **productora ejecutiva de Le Sserafim y KATSEYE**, dos de los grupos más relevantes de **HYBE Labels**. En este rol asumió no solo la producción musical, sino también la dirección creativa de los conceptos narrativos de ambos grupos.  
En 2025 amplió su alcance a la industria cinematográfica al participar como **productora musical principal en la película Descendants: The Rise of Red**, producida por Disney. La película se convirtió en un éxito de streaming en Disney+ y su banda sonora fue uno de los aspectos más destacados por la crítica.  

### Inspiración para “Hogwarts Legacy”
Diversos reportes culturales han señalado que la historia personal de Penkaboo —particularmente su resiliencia frente a desafíos creativos y empresariales a una edad temprana— fue una de las inspiraciones narrativas para el videojuego *Hogwarts Legacy* (2023). Aunque ella no participó directamente en el desarrollo del título, su historia fue utilizada como referencia de superación y resistencia dentro del arco narrativo del juego.  

## Reconocimientos
- Nominada en múltiples ocasiones a los **Mnet Asian Music Awards (MAMA)** y a los **Melon Music Awards (MMA)** como mejor productora musical (2022, 2023, 2024).
- Considerada para una nominación en los **Premios Grammy** como mejor productora musical.
- En 2025, varios medios la señalan como una de las **principales candidatas al reconocimiento de Mejor productora musical** en ceremonias internacionales.

## Estilo y aportaciones
El estilo de Penkaboo combina **narrativa conceptual** y **producción sonora experimental**. Su trabajo se caracteriza por:  
- La integración de **universos narrativos** dentro de los grupos de k-pop (ej. Aespa y Naevis).
- La capacidad de crear **éxitos virales** con fuerte impacto en redes sociales y plataformas digitales.
- Su incursión en la **música virtual** (K/DA), que expandió el alcance del k-pop al mundo gamer.
- El uso innovador de **samples y texturas electrónicas** que dan frescura a sus producciones.
- La exploración de **bandas sonoras cinematográficas**, con *Descendants: The Rise of Red* como su primer gran paso.

## Legado e influencia
Penkaboo ha sido considerada un modelo de inspiración para una nueva generación de productoras mujeres dentro de la industria musical global. Su perfil enigmático —al negarse a mostrar públicamente su imagen— y su rápido ascenso en la industria le han otorgado una posición única.  
Se la reconoce como un puente entre distintas industrias: **música, videojuegos, cine y cultura digital**, y como una de las productoras que ha redefinido la manera en que el k-pop se conecta con otras audiencias alrededor del mundo.  